# Neuronale Migrationsstörung
Eine Neuronale Migrationsstörung ist eine Störung der Gehirnentwicklung während der Embryo- oder Fetogenese, bei der die Wanderung (Zellmigration) von Neuroblasten von den Keimschichten in der germinalen Matrixzone zu ihrer endgültigen Position im Gehirn nicht normal erfolgt.
Diese Migration beginnt ab der achten Schwangerschaftswoche entlang radialer Gliafasern.
Folgende Einteilung ist geläufig:
- Tuberöse Sklerose
- Fokale kortikale Dysplasie
- Schizenzephalie
- Neuronale Heterotopie
  - Noduläre Heterotopie
  - Laminäre Heterotopie
  - Subependymale Heterotopien
- Lissenzephalie, Agyrie,  Pachygyrie, Polymikrogyrie, Makrogyrie, Mikrogyrie
  - Mikrolissenzephalie (Lissenzephalien mit schwerer Mikrozephalie)
- Hemimegalenzephalie

Je nach Form der Migrationsstörung kann es zu unterschiedlich ausgeprägter Epilepsie kommen.